# 파트너 - 극장판
파트너 - 극장판(相棒 - 劇場版 - 絶代絶命！42.195km 東京ビッグシティマラソン, Aibou The Movie)은 일본에서 제작된 이즈미 세이지 감독의 2008년 범죄, 드라마, 스릴러 영화이다. 미즈타니 유타카 등이 주연으로 출연하였고 우에다 메구미 등이 제작에 참여하였다.

## 출연

### 주연
- 미즈타니 유타카
- 테라와키 야스후미

### 조연
- 스즈키 사와
- 키시베 이토쿠
- 야마니시 아츠시
- 록카쿠 세이지
- 카와하라 카즈히사
- 오오타니 료스케
- 야마나카 타카시
- 아리모리 유코
- 하라다 류지
- 히라 미키지로
- 진보 사토시
- 카시와바라 타카시
- 카타기리 류지
- 기무라 요시노
- 마츠시타 유키
- 모토카리야 유이카
- 니시다 토시유키
- 니시무라 마사히코
- 오노 토루
- 마스토 이쿠에
- 츠가와 마사히코